# Филъсофикал Мегазин
„Филъсофикал Мегазин“ (на английски: Philosophical Magazine) е британско научно списание, смятано за едно от най-старите съществуващо и днес комерсиално издание от този вид.
Създадено е през 1798 г. по инициатива на издателя Ричард Тейлър. В него са публикували известни учени, като Майкъл Фарадей, Джеймс Джаул, Джеймс Кларк Максуел, Джоузеф Джон Томсън, Джон Уилям Стрът, Ърнест Ръдърфорд и други.